# Nornik kalifornijski
Nornik kalifornijski (Microtus californicus) to gatunek gryzonia z rodziny chomikowatych który żyje w większości w Kalifornii i południowo-zachodniej części Oregonu. Nazywany jest również określeniem „Kalifornijska myszka łąkowa” co jest błędne ponieważ jest nornikiem a nie myszą.                                                               Jego średnia długość wynosi 172 mm, chociaż długość ta różni się między podgatunkami.

## Opis
Nornik kalifornijski jest średniej wielkości nornikiem i typowym przedstawicielem swojego gatunku ze względu na wygląd. Samce mają od 152 do 196 mm długości, a ważą od 41 do 81 gram. Samice są mniejsze, mierzą od 149 do 182 mm, a ważą od 36 do 63 gram. Różnice między podgatunkami są jednak dosyć duże podgatunki południowe mają tendencje do bycia większymi niż te występujące dalej na północ.
Ciało jest pokryte futrem od koloru cynamonowego do oliwkowo-płowego, nakrapiane okazjonalnymi ciemniejszymi włoskami. Jego spód jest średnio szary. Wąsy i stopy są szare a w pobliżu odbytu ma łatę białego futra. Podgatunki występujące na terenach górzystych mają bardziej rudawe futro.

## Występowanie
Nornik kalifornijski występuje od El Rosario w Baja California na południu, przez Kalifornię aż do Eugene w Oregonie na północy. Nie występuje jednak na większości pustyń południowo-wschodniej Kalifornii. Zamieszkuje szereg trawiastych siedlisk, od wilgotnych nadmorskich terenów podmokłych po suche wyżyny.